# Centro de información de combate

Plan position indicator (PPI) que muestra la pantalla polar y el barrido del radar. Una pantalla de radar real, mostraría características del terreno firme y se vería muy semejante a un mapa, y desde el mar, coincidiría bien con las características terrestres de las cartas náuticas locales, armonizando y enviando limpios y fuertes ecos de radar de regreso al barco en el mar.

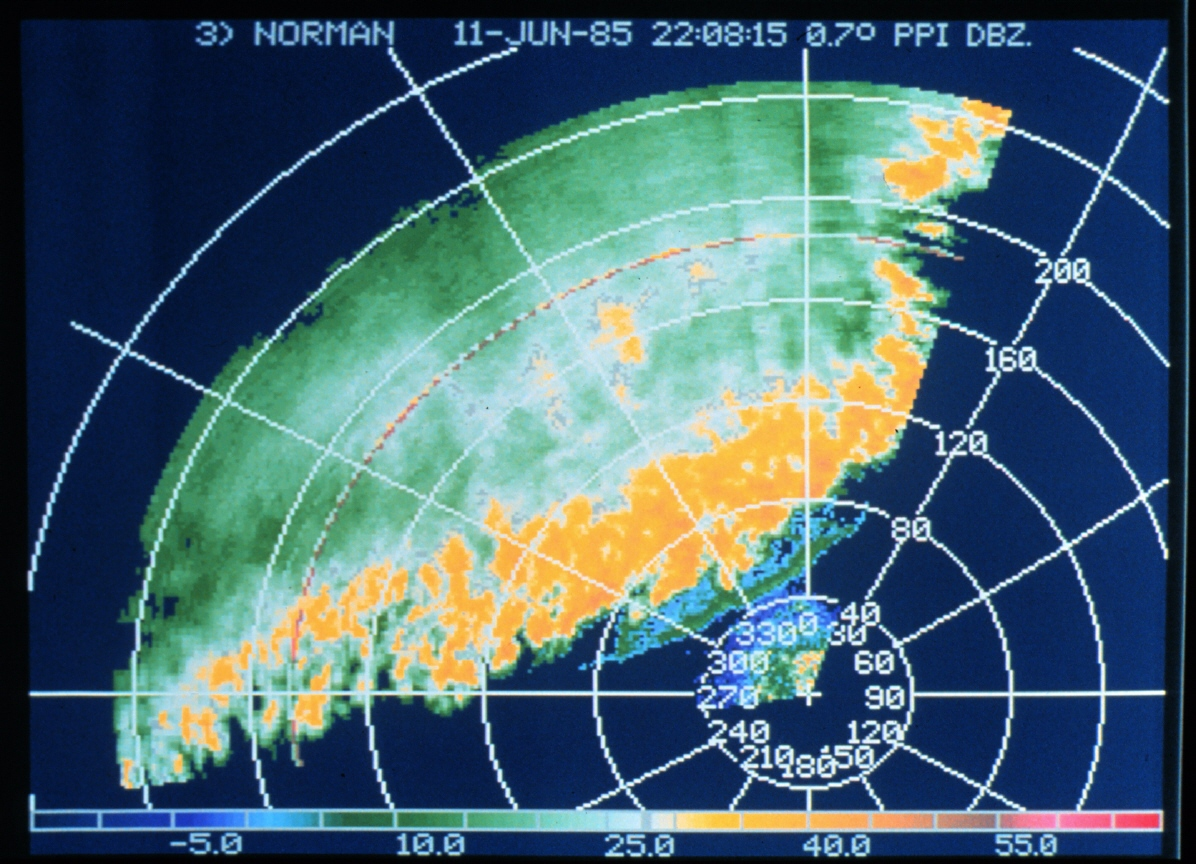
Plan position indicator (PPI) que muestra los datos meteorológicos de un radar Doppler.

Un Centro de Información de Combate (acrónimo en inglés CIC para combat information center) o centro de información de acción (acrónimo en inglés AIC para action information centre) es una sala en un buque de guerra o aeronave AWACS que funciona como un centro táctico que proporciona información procesada para el mando y control del espacio de batalla cercano o área de operaciones. Dentro de otros comandos militares terrestres, las salas que cumplen funciones similares se conocen como Centros de comando.
Independientemente de la embarcación o lugar de mando, cada CIC organiza y procesa la información en la forma más conveniente y utilizable para el comandante de la misión. Cada CIC canaliza las comunicaciones y los datos recibidos a través de múltiples canales, que luego se organizan, evalúan, ponderan y disponen para proporcionar un flujo de información ordenado y oportuno al personal de comando de batalla bajo el control del oficial del CIC y sus ayudantes.

## Visión general
Los CICs están ampliamente representados en películas de cine, documentales y programas de televisión, a menudo con mapas grandes, numerosas consolas de computadora y pantallas o consolas de repetidores de radar y sonar, así como la casi omnipresente pantalla polar marcada con lápiz de cera o marcador deleble en un tablero de trazado transparente iluminado en los bordes. En el momento en que nació el concepto CIC, la pantalla polar proyectada en forma de mapa (visores PPI) con la nave en el centro se estaba abriendo camino en las pantallas de radar desplazando al A-scope, que era simplemente un parpadeo (blip) retardado que mostraba un rango en un osciloscopio de Tubo de rayos catódicos durante la Segunda Guerra Mundial.
Estas gráficas polares se utilizan de forma rutinaria en las tareas de navegación y acción militar para mostrar información de distancia y rumbo en rangos de tiempo por intervalos cortos a los responsables de la toma de decisiones del CIC. Una sola "marca" (tiempo, distancia y referencia de rumbo) contiene poca información procesable para la toma de decisiones por sí misma. Una sucesión de tales datos dice mucho más, incluyendo si el contacto se cierra o se abre dentro del rango de distancia, una idea de su velocidad y dirección (éstos son calculados, incluso a partir de los datos de rumbo solamente, ofreciendo constantes observaciones y conocimiento de las tácticas), su relación con otros contactos y sus distancias y comportamientos. La recopilación de este conjunto de datos en las gráficas polares y las computadoras (comunes al sonar, el radar y el lidar) permiten a la tripulación del CIC trazar los cursos con exactitud en una carta o mapa a las distancias y rumbos correctos, calculando el rumbo y la velocidad del contacto con precisión, dando a su conjunto una gran expansión para deducir posiciones futuras, generando información de los cursos y velocidades relativas sin cambios.

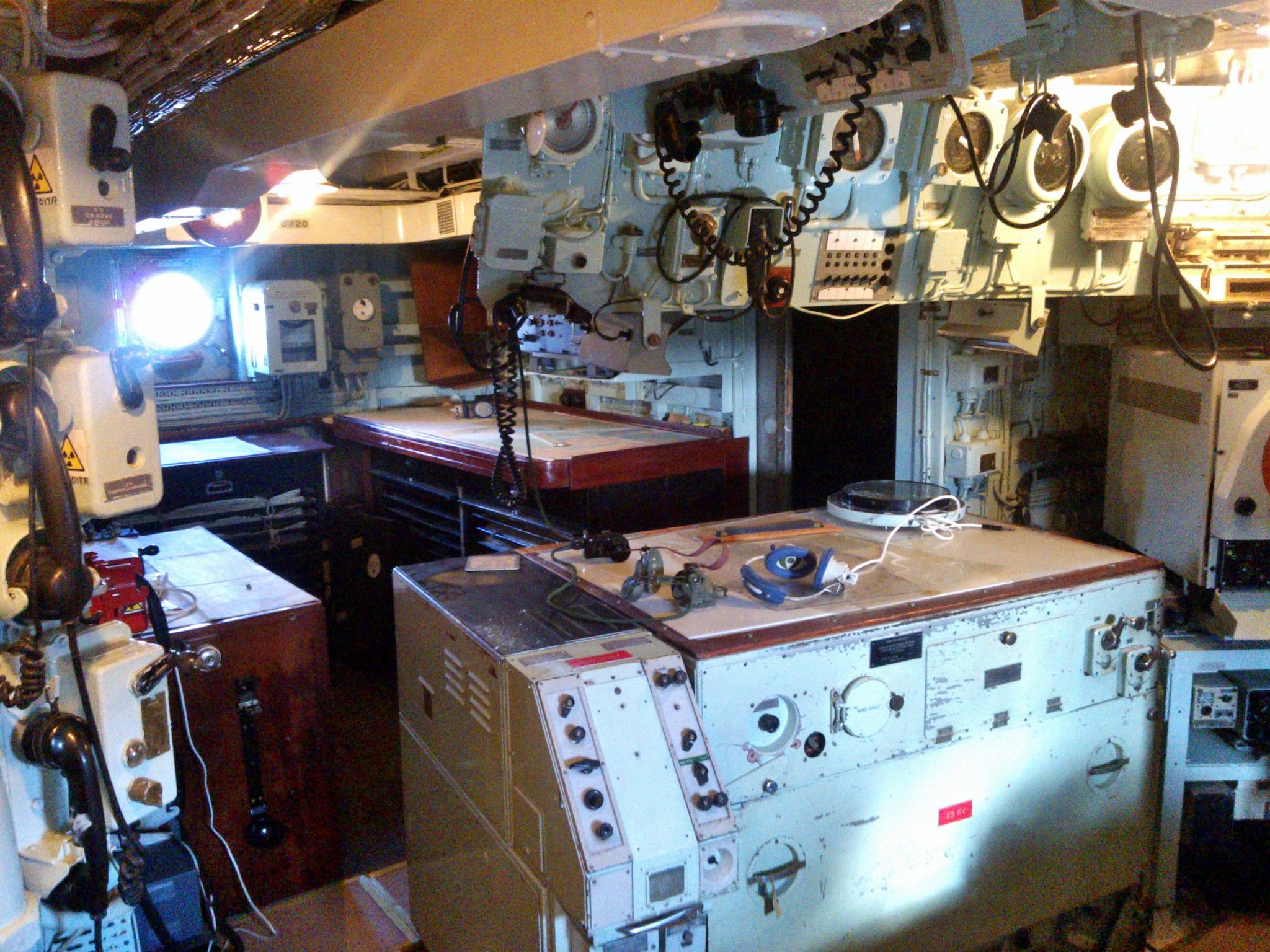
Antigua sala de operaciones de los años 1960s a bordo del destructor HMS Cavalier de la Armada Real Británica.

Un CIC en un contexto naval reúne y gestiona toda la información sobre el estado del buque de guerra y sus alrededores, proporcionándosela al oficial al mando, que generalmente está presente en el puente de mando o donde el ploteo pueda ser visto y, si hay a bordo un oficial comodoro o almirante, éste podría tener su propio puente de comando y CIC de la flota por separado. Los CICs o centros de operaciones en otros contextos de comando tienen la misma función: ordenar, recopilar y presentar información a los tomadores de decisiones, ya sean un primer ministro, general o jefe de policía local. Los tipos y controles sobre la recopilación de información y los sistemas de comunicaciones pueden variar, pero la tarea o misión de brindar claridad sobre la situación y opciones al comandante sigue siendo la misma, ya sea que el CIC esté ubicado en un submarino, un barco de superficie o un avión.
Algunas funciones de control, asistencia y coordinación pueden delegarse al Estado Mayor del CIC o directamente al oficial jefe del CIC, tales como la supervisión del modo y priorización de las fuentes de sensores, que incluyen el monitoreo del radar, la selección de objetivos o las actividades del sonar; también adicionalmente se pueden delegar las tareas de comunicaciones con fuentes y recursos externos.
En los portaaviones de los Estados Unidos de América, esta área era denominada centro de dirección de combate (acrónimo en inglés CDC para combat direction center). Los Estados Unidos desarrollaron su concepto de Centro de Información de Comando alrededor del invierno de 1942-1943 y lo implementó en una oleada de reacondicionamientos y reentrenamientos durante 1943 luego de los análisis de acción posteriores a las batallas de 1942, desde la Batalla del Mar del Coral hasta las pérdidas en Ironbottom Sound, durante la prolongada Campaña de las Islas Salomón.
En la doctrina de combate aeronaval británica, esta área se conoce como sala de dirección de aeronaves (acrónimo en inglés ADR para aircraft direction room) que, junto con la sala de operaciones forman un "cuartel general de operaciones". La sala de dirección de aviones británica evolucionó a partir de la oficina de dirección de caza, un medio primitivo para controlar el avión desde un portaaviones a través de un radio y el radar. En septiembre de 1942, el HMS Victorious se sometió a un reacondicionamiento que incluyó la instalación de una sala de dirección de aeronaves.

## Desarrollo

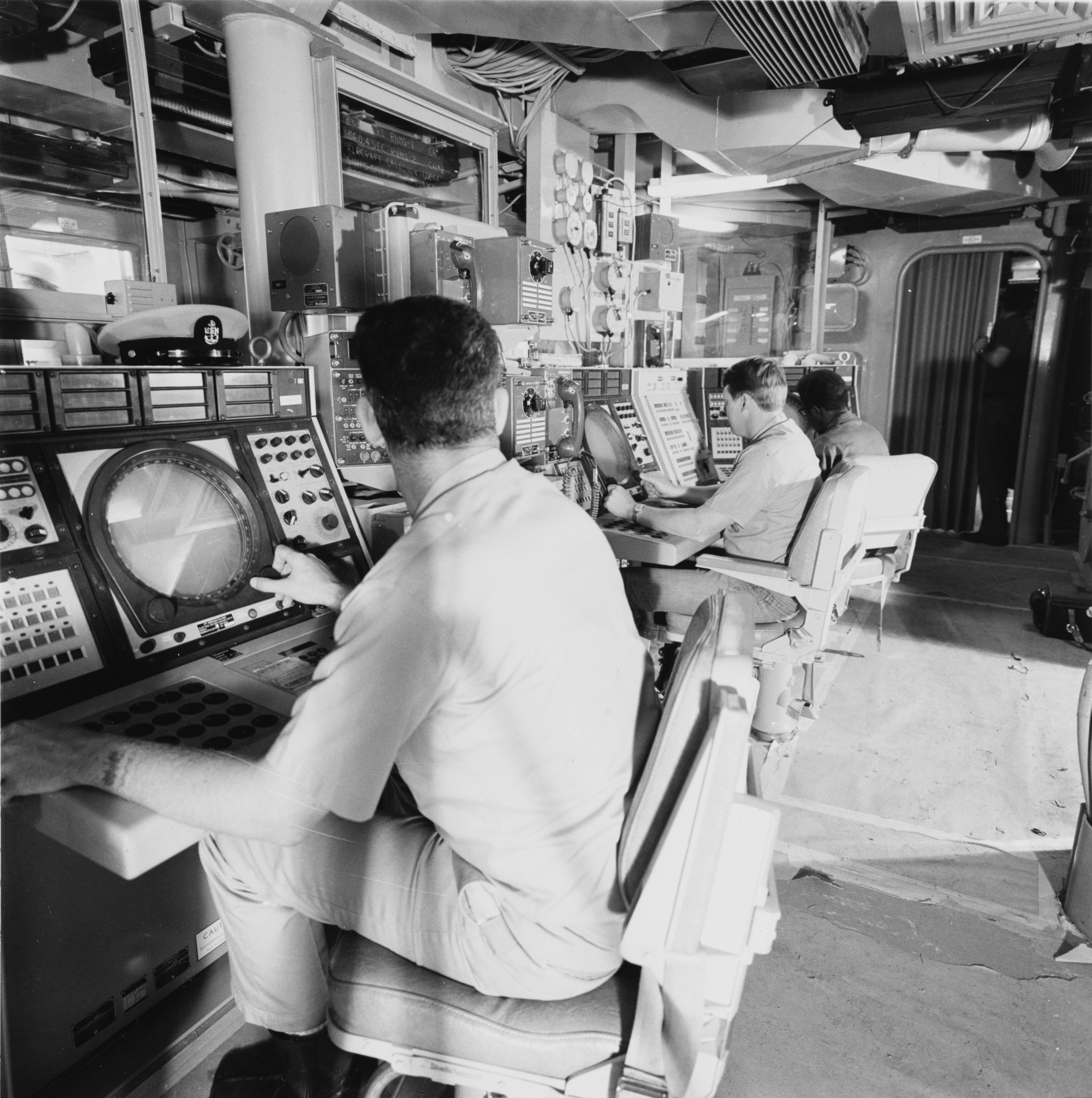
CIC del USS Spruance, 1975.

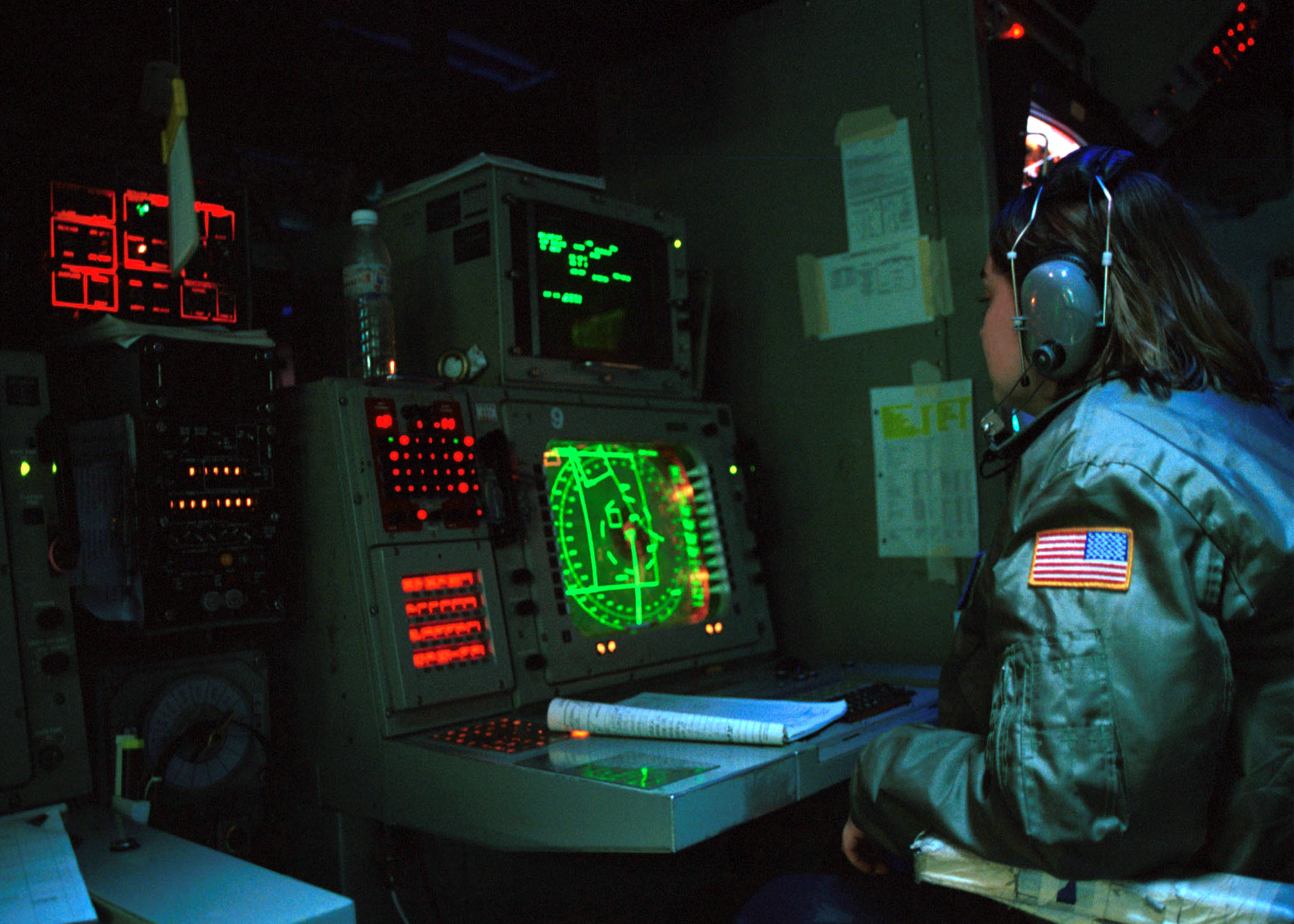
CIC del USS Carl Vinson, 2001.

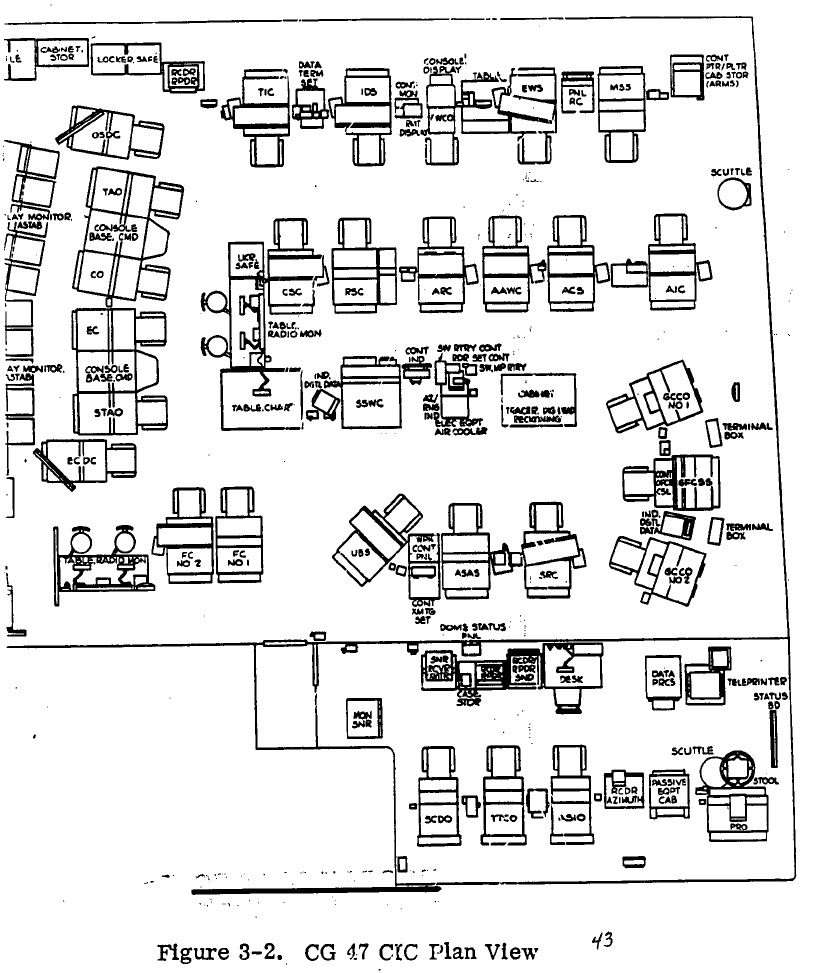
Diseño del Centro de Información del Combate de los primeros cruceros clase Aegir.

La idea original de una sala de control centralizada se puede encontrar en la novela de ciencia ficción de 1900 titulada ‟The Struggle for Empire” escrita por Robert William Cole. Las primeras versiones se utilizaron durante la Segunda Guerra Mundial; según el contralmirante Cal Laning, la idea de un centro de información de comando fue tomada "específica, consciente y directamente" de la nave espacial Directrix de las novelas de Lensman Series escritas por Edward Elmer Smith, e influenciada por las obras de su amigo y colaborador Robert Heinlein, un oficial naval estadounidense retirado. Luego de las numerosas pérdidas registradas por los aliados durante las diversas batallas navales durante la guerra de desgaste frente a Guadalcanal, como parte integral de la Campaña de las Islas Salomón y la Batalla de Guadalcanal, la Armada de los Estados Unidos empleó la investigación de operaciones, determinando que muchas de sus pérdidas se debieron a malos procedimientos y desorganización, esto llevó a la implementación de los Centros de Información de Combate,  los cuales se construyeron sobre lo que inicialmente se llamó "ploteo de radar" según un ensayo titulado ‟CIC: Ayer y Hoy” del Centro Histórico Naval. Ese mismo artículo señala que en 1942 el equipo de radar, sus procedimientos, las experiencias de batalla, las necesidades de comunicación y la sala de operaciones crecieron juntos a medida que se desarrollaban las acciones militares, se ganaba experiencia y se impartía el entrenamiento, todo a trompicones, empezando con el uso inicial del radar en las batallas del Pacífico como la del Mar de Coral, cuando se dio lugar al primer intento de guiar una Patrulla Aérea de Combate contra los aviones en vuelo japoneses que se aproximaban, madurando algo antes de la Batalla de Midway, donde el análisis posterior a los resultados de la batalla de Mar de Coral dio mucha confianza en las habilidades y procedimientos de una sala de control centralizada.
En el ensayo del Comando de Historia y Patrimonio Naval se afirma, que el aumento de la responsabilidad de la organización CIC naciente, necesariamente transformó el antiguo método de hacer las cosas, sobre quién informaba a quién, y por encima de todo, modificó los protocolos de comunicación en los que ahora se encontraban los CICs, imbuidos dentro un Grupo de Tarea Naval, haciendo posible unir en enlaces de comunicación permanentes a los pequeños destructores de escolta o auxiliares de flota, agregando los ojos y las informaciones de sus vigías en igualdad de importancia, a la de los vigías de los barcos principales de la flota como un conjunto homogéneo. En resumen, los CICs crecieron continuamente durante ese tiempo, reemplazando la vieja estructura organizativa y suplantándola con un nuevo sistema que filtraba y organizaba toda la información para un grupo de comando recientemente constituido. Las tareas e instalaciones puestas al servicio de los CICs también crecieron dentro de un barco. Mientras que para 1943 el CIC de un destructor podría haber sido configurado solo para tareas de guerra antibuque y guerra antisubmarina, durante la Batalla del Mar de Filipinas en junio de 1944, éstos se convirtieron además en piquetes de radar que tuvieron que realizar funciones de Control Aéreo Avanzado (acrónimo en inglés FAC para "forward air controller") y de alguna manera se enfrascaron en funciones de vigilancia de radar y control de defensa antiaérea.
A partir de aquellos inicios, se fueron sumando las experiencias corporativas en una continua serie de acciones navales de superficie y aeronavales en torno y alrededor de la Batalla de Guadalcanal en la campaña de las Islas Salomón. Para finales de 1943, cuando los primeros portaaviones pesados de nueva generación de la Clase Essex y los portaaviones ligeros de la Clase Independence con una gran variedad de buques de flota asociados y nuevos modelos de aviones con mayor autonomía y poder de fuego entraron a reforzar a los veteranos USS Enterprise (CV-6) y USS Saratoga (CV-3), ahora reacondicionados y modernizados, la Armada de los EE. UU. ya estaba preparada para tomar la ofensiva de la guerra en el Pacífico y marcaba el comienzo evolutivo de los procedimientos de sus CICs y su nueva doctrina operacional para la flota de portaaviones.
Había ocurrido un proceso evolutivo en los equipos electrónicos (computadoras, sensores, telecomunicaciones, etc.) y las interfaces de usuario utilizadas en tales instalaciones a lo largo de ese tiempo. El moderno equipamiento de los CICs se construyó a partir de muchos sistemas embebidos interconectados.